# Tha Last Meal
Tha Last Meal — п'ятий студійний альбом американського репера Snoop Dogg, випущений 19 грудня 2000 року на No Limit, Doggy Style і Priority Records. Це був його третій і останній альбом, випущений на No Limit. Назва альбому вказує на те, що це остання платівка, яка частково належить його колишньому лейблу Death Row Records. Альбом був продюсований Dr. Dre, Timbaland, Soopafly та іншими.

## Про альбом
В інтерв’ю Rolling Stone Снуп Догг розповів, чому він вирішив назвати свій альбом Tha Last Meal:
Причина, чому я назвав це Tha Last Meal, полягає в тому, що це останній раз, коли ці керівники лейблів будуть їсти Снуп Догга. І я не говорю про Master P або No Limit. Я говорю про Priority Records.
Сингл «Snoop Dogg (What's My Name Pt. 2)» був номінований як «Музичне відео року» на The Source Hip-Hop Music Awards 2001. На тій же церемонії альбом був номінований як «Альбом року».
За кілька тижнів до офіційного виходу альбому всі треки альбому виклали Шуг Найтом в інтернет для скачування з сайту Death Row Records.

## Комерційний успіх
Tha Last Meal дебютував під номером дев’ять у Billboard 200, продавши 397 000 примірників за перший тиждень, ставши найвищим дебютом тижня. 26 лютого 2001 року Tha Last Meal отримав платиновий сертифікат Асоціації звукозаписної індустрії Америки (RIAA) за продаж понад 1 мільйона копій у Сполучених Штатах. У 2001 році альбом розійшовся тиражем у 1,27 мільйона копій, ставши 68-м найбільш продаваним альбомом року. Станом на березень 2008 року продажі альбому в США склали 2,068 мільйонів копій.

## Критика
Загалом альбом був сприйнятий позитивно. Журнал Rolling Stone поставив йому 3,5 зірки з 5 – «[Його] найсильніший альбом після Doggystyle 1993 року... Хронічний маринований флоу Снупа, весь ментоловий прохолодний і невимушений спад, звучить так само гладко, як ніколи».

## Список композицій
| #     | Назва                                                                     | Автор | Продюсер(и)                               | Тривалість |
| ----- | ------------------------------------------------------------------------- | --- | ----------------------------------------- | ---------- |
| 1.    | «Intro»                                                                   | Andre Young Calvin Broadus William Beck Leroy Bonner Marshall Jones Ralph Middlebrooks Marvin Pierce Clarence Satchell James Williams | Dr. Dre                                   | 1:21       |
| 2.    | «Hennesey n Buddah» (за участю Kokane)                                    | Young Mike Elizondo Broadus Jerry Long                                                                                                | Dr. Dre Mike Elizondo                     | 4:11       |
| 3.    | «Snoop Dogg (What's My Name Pt. 2)»                                       | Timothy Mosley William Bloom Franklyn Smith Broadus                                                                                   | Timbaland                                 | 4:03       |
| 4.    | «True Lies» (за участю Kokane)                                            | Young Elizondo Broadus | Dr. Dre Mike Elizondo                     | 4:00       |
| 5.    | «Wrong Idea» (за участю Bad Azz, Kokane та Lil' ½ Dead)                   | David Drew Broadus Jamarr Stamps Larry Blackmon Tomi Jenkins                                                                          | Jelly Roll                                | 4:14       |
| 6.    | «Go Away» (за участю Kokane)                                              | Meech Wells Broadus Long | Meech Wells                               | 4:52       |
| 7.    | «Set It Off» (за участю MC Ren, The Lady of Rage, Nate Dogg та Ice Cube)  | Mosley Broadus Lorenzo Patterson Robin Allen Nathaniel Hale O'Shea Jackson                                                            | Timbaland                                 | 4:37       |
| 8.    | «Stacey Adams» (за участю Kokane)                                         | Kevin Gilliam Broadus Long | Battlecat                                 | 4:35       |
| 9.    | «Lay Low» (за участю Master P, Nate Dogg, Butch Cassidy та Tha Eastsidaz) | Young Elizondo Broadus Percy Miller Hale Danny Means Keiwan Spillman Tracy Davis                                                      | Dr. Dre Mike Elizondo                     | 3:43       |
| 10.   | «Bring It On» (за участю Suga Free та Kokane)                             | Drew Broadus Dejuan Walker Long David Payton Clarence Roach                                                                           | Jelly Roll Clarence "Jimmy" Roach ( co. ) | 4:17       |
| 11.   | «Game Court (skit)» (за участю Mac Minista)                               | Marvin Whiteman Andre Dow Alan Tew | Studio Tone                               | 2:10       |
| 12.   | «Issues»                                                                  | Wells Broadus | Meech Wells                               | 2:35       |
| 13.   | «Brake Fluid (Biiittch Pump Yo Brakes)» (за участю Kokane)                | Scott Storch Broadus Long Allen Toussaint                                                                                             | Scott Storch                              | 5:56       |
| 14.   | «Ready 2 Ryde» (за участю Eve)                                            | Storch Broadus Eve Jeffers | Scott Storch                              | 4:21       |
| 15.   | «Loosen' Control» (за участю Butch Cassidy)                               | Priest Brooks Broadus Means Hurby Azor Stanley Brown Christopher Reid                                                                 | Soopafly                                  | 4:09       |
| 16.   | «I Can't Swim»                                                            | Drew Casey Wilson Broadus George Clinton Jr. William Collins Bernie Worrell                                                           | Jelly Roll Casey Wilson                   | 4:17       |
| 17.   | «Leave Me Alone»                                                          | Gilliam Broadus Blackmon Jenkins Nathan Leftenant Charlie Singleton Lonnie Simmons Rudy Taylor Charlie Wilson                         | Battlecat                                 | 4:12       |
| 18.   | «Back Up Off Me» (за участю Master P та Mr. Magic)                        | Carlos Stephens Broadus Miller Awood Johnson                                                                                          | Carlos Stephens                           | 5:15       |
| 19.   | «Y'all Gone Miss Me» (за участю Kokane)                                   | Storch Broadus Long Mick Jagger Keith Richards                                                                                        | Scott Storch                              | 4:15       |
| 77:03 |                                                                           | |                                           |            |

## Чарти
| Чарт (2000–2001)                                     | Пікова позиція |
| ---------------------------------------------------- | -------------- |
| Австралія Australian Albums (ARIA)                   | 38             |
| Австралія Australian Dance Albums (ARIA)             | 12             |
| Бельгія Belgian Albums (Ultratop Flanders)           | 47             |
| Канада Canadian Albums (Billboard)                   | 15             |
| Нідерланди Dutch Albums (MegaCharts)                 | 32             |
| Франція French Albums (SNEP)                         | 13             |
| Німеччина German Albums (Media Control)              | 46             |
| Нова Зеландія New Zealand Albums (Recorded Music NZ) | 19             |
| Швеція Swedish Albums (Sverigetopplistan)            | 53             |
| Швейцарія Swiss Albums (Schweizer Hitparade)         | 81             |
| Велика Британія UK Albums Chart                      | 62             |
| Велика Британія UK R&B Chart                         | 16             |
| США Billboard 200                                    | 4              |
| США Top R&B/Hip-Hop Albums (Billboard)               | 1              |

| Чарт (2001)                                    | Позиція |
| ---------------------------------------------- | ------- |
| Канада Canadian Albums (Nielsen SoundScan)     | 141     |
| Канада Canadian R&B Albums (Nielsen SoundScan) | 32      |
| Канада Canadian Rap Albums (Nielsen SoundScan) | 15      |
| Франція French Albums (SNEP)                   | 106     |
| США Billboard 200                              | 37      |
| США Top R&B/Hip-Hop Albums (Billboard)         | 7       |

## Сертифікації
| Регіон                                                                                          | Сертифікація | Продажі   |
| ----------------------------------------------------------------------------------------------- | ------------ | --------- |
| Канада (Music Canada)                                                                           | Платиновий   | 100 000^  |
| Франція (SNEP)                                                                                  | Золотий      | 100 000*  |
| Велика Британія (BPI)                                                                           | Золотий      | 100 000^  |
| США (RIAA)                                                                                      | Платиновий   | 2,068,000 |
| *продажі, що базуються лише на сертифікаціях ^відвантаження, що базуються лише на сертифікаціях |              |           |